# WinBrick
WinBrick  est un jeu vidéo de casse-briques développé et édité par Soft & Fun, sorti en 1996 en tant que shareware sous Windows. Le jeu est également sorti sur Mac sous le nom MacBrick.

## Système de jeu
Comme dans tous les casses-briques, il suffit de faire rebondir une balle sur une barre que l'on contrôle, pour ensuite la faire envoyer sur les briques pour les casser, d'où le nom du genre de jeu en question. Il existe plusieurs bonus et malus : agrandissement ou rétrécissement de la barre, de/des balle(s), multiplication de la/des balle(s), missiles, modification de la vitesse de la/des balle(s), barre adhésive, inversement des contrôles etc.

## Versions
Plusieurs versions du jeu ont été réalisés :
- WinBrick 96
- WinBrick 2000
- 3D WinBrick 2001
- MacBrick